# Guangdong
Guangdong (chinesisch 廣東省 / 广东省, Pinyin Guǎngdōng Shěng, Jyutping Gwong2dung1 Saang2, meist kurz 廣東 / 广东), früher auch Kwangtung oder Kanton-Provinz, ist eine Provinz im Süden der Volksrepublik China mit dem Delta des Perlflusses als Zentrum. Guangdong ist mit 126,01 Millionen Einwohnern (Stand 2020) die bevölkerungsreichste Provinz Chinas. Ihr Name bedeutet Weiter Osten und stammt aus der Zeit, als Guangdong gerade von Han-Chinesen besiedelt wurde und noch ein weites, unbewohntes Gebiet war. Die von diesem Namen abgeleitete Bezeichnung Kanton wurde vor allem in der Vergangenheit im Westen für die Hauptstadt Guangzhou gebraucht, seltener für die Provinz selbst. Weitere wichtige Städte in Guangdong sind Shantou, Shenzhen, Foshan, Dongguan, Zhanjiang und Zhuhai. Der Kurzname für Guangdong ist „Yue“ (粵 / 粤,  Yuè, Jyutping Jyut6).

## Geographie
Guangdong ist mit einer Fläche von 179.643 km² ungefähr halb so groß wie Deutschland. Die Provinz liegt an der Küste des Südchinesischen Meeres und wird im Norden durch die Nanling-Berge begrenzt. Am Westende liegt die Leizhou-Halbinsel und vor deren Südspitze die Insel Hainan, die noch bis 1988 zu Guangdong gehörte. Die Nachbarprovinzen sind Fujian, Guangxi, Hainan (seit 1988 eigene Provinz), Hunan, Jiangxi sowie die Sonderverwaltungszonen Hongkong und Macau. Letztere Städte zählen zum historischen Kulturraum Guangdong, haben jedoch aufgrund des Kolonialismus eine Sonderentwicklung genommen. Die stark zerklüftete und buchtenreiche Küste Guangdongs hat eine Länge von 4.084,48 Kilometern. Zur Provinz gehören 1.963 Inseln, von denen mehr als 90 Prozent unbewohnt sind und über 50 Prozent weniger als 500 Quadratmeter umfassen. Nach offizieller Sicht der Volksrepublik China gehören dazu auch die Dongsha-Inseln, die sich de facto aber unter der Kontrolle der Republik China (Taiwan) befinden. Die Volksrepublik China beansprucht außerdem 419.300 Quadratkilometer Meeresfläche als Teil des Hoheitsgebiets von Guangdong.
Etwa zwei Drittel der Provinzfläche sind Berg- und Hügelland und der Rest Ebenen und Tafelland. Die durchschnittliche Höhe nimmt von Norden nach Süden hin ab. Die höchste Erhebung der Provinz ist der 1902 Meter hohe Shikengkong (石坑崆, ) an der Grenze zu Hunan.

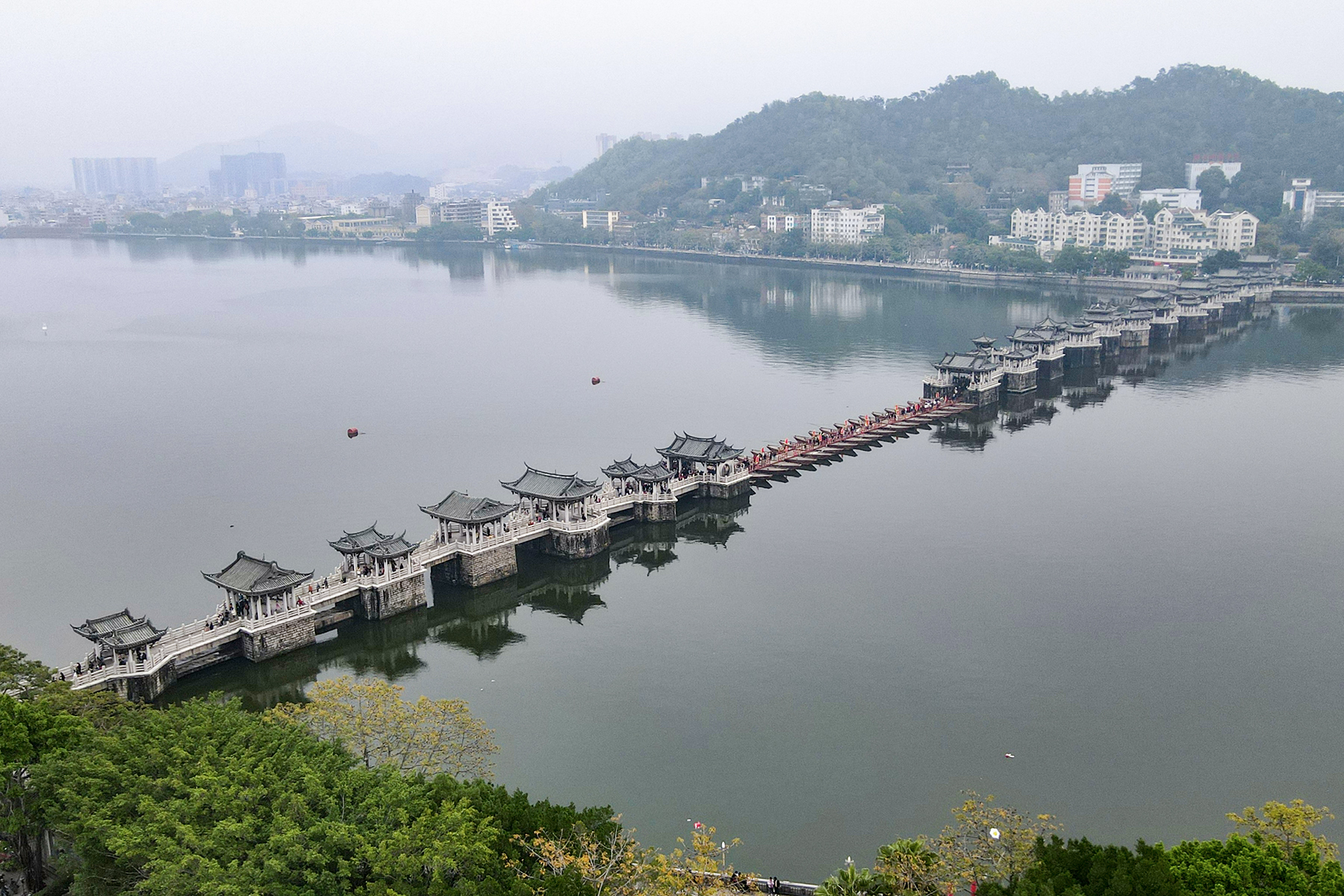
Guangji-Brücke in Chaozhou

Physiogeographisch kann Guangdong in mehrere Großlandschaften unterteilt werden. Das Perlflussdelta besteht aus den Mündungsregionen der Flüsse Xijiang (Westfluss), Beijiang (Nordfluss) und Dongjiang (Ostfluss), sowie den benachbarten Inseln. Die riesige Schwemmebene, die der Perlfluss um seine Mündung gebildet hat, ist eine wichtige landwirtschaftliche Region und seit den 1980er Jahren ein Brennpunkt des Wirtschaftswachstums. Im Berg- und Hügelland von Nordost- und Südost-Guangdong finden sich mehrere Gebirge bzw. Bergketten, die bis 1000 Meter Höhe erreichen. Hierzu zählen Qingyunshan, Jiulianshan, Luofushan, Lianhuashan und Hai’anshan. Die dazwischenliegenden Tälern bilden mehrere Becken, von den die von Xingning und Meizhou die größten sind. In Südost-Guangdong gibt es einige schmale Küstenebenen, von denen die Chaoshan-Ebene am Unterlauf des Hanjiang die größte ist. Im Bergland von Nord-Guangdong finden sich die Nanling-Berge bzw. deren Teilgebirge Dayuling und Qitianling mit Höhen bis zwischen 1000 und 1500 Metern. Die Berge bilden die Wasserscheide zum Einzugsgebiet des Jangtsekiang. West-Guangdong ist durch Berg- und Tafelland geprägt. Hier finden sich die etwa 1000 Meter hohen Bergmassive Yunkai Dashan und Yunwushan.
Die wichtigsten Flüsse Guangdongs sind der Perlfluss, zu dessen Einzugsgebiet etwa die Hälfte Guangdongs gehört und der in Bezug auf die transportierte Wassermenge etwa achtmal so groß wie der Gelbe Fluss und der nach dem Jangtse zweitwasserreichste Fluss Chinas ist. Die Hochwasserperiode des Perlflusses dauert von April bis September. Der zweitgrößte Fluss Guangdongs ist der in der Nachbarprovinz Fujian entspringende Hanjiang.

## Klima

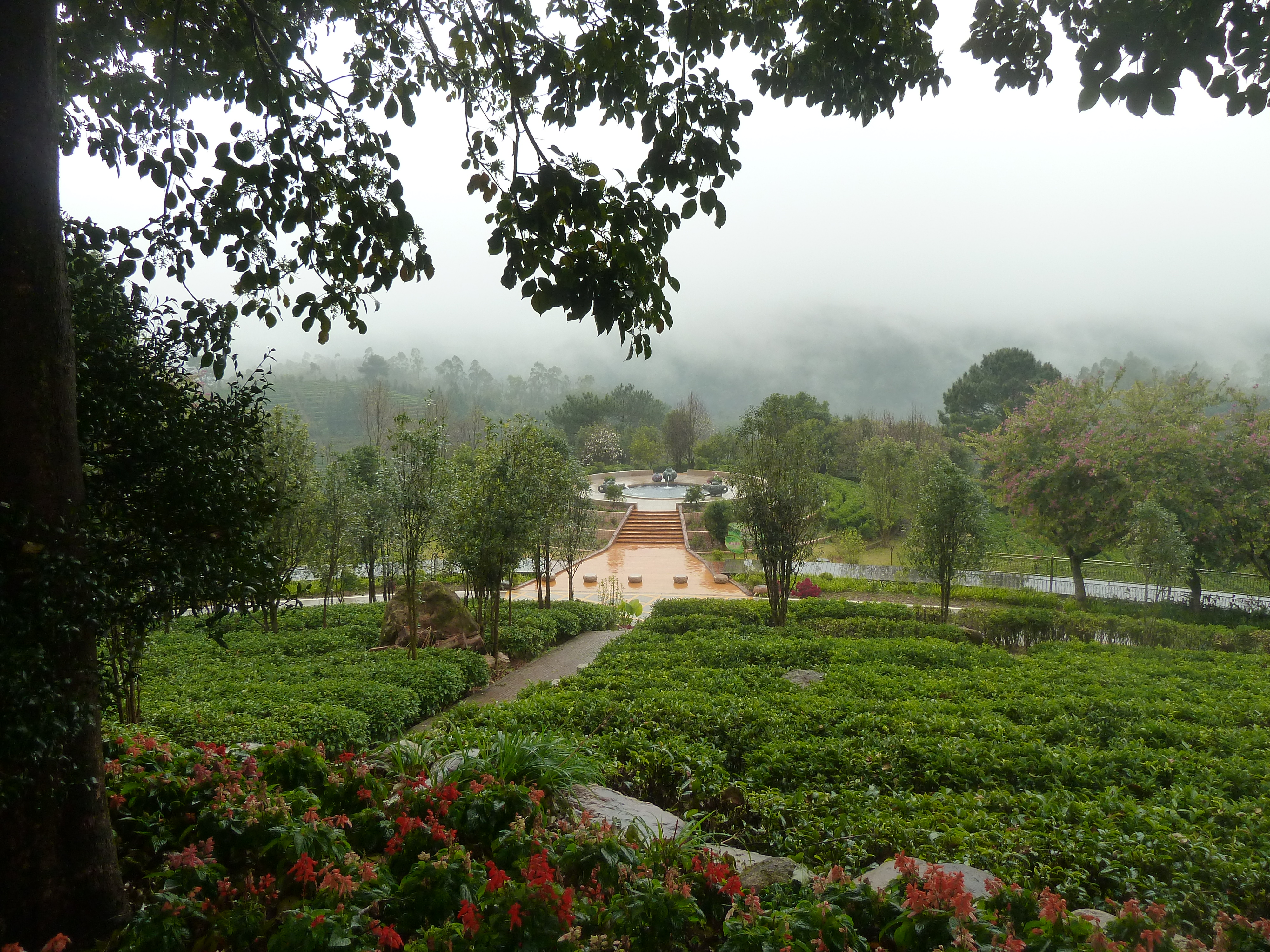
Yannanfei-Teegarten in Meizhou

Das Klima Guangdongs ist feucht bei subtropischen bis tropischen Temperaturen. Im bergigen Norden herrscht eine Jahresdurchschnittstemperatur von 19 °C, im Süden von 23 °C. Der kälteste Monat in Guangzhou ist der Februar mit durchschnittlich 14 °C, während es in den Sommermonaten durchschnittlich 29 °C warm ist. Die Niederschläge sind sehr ungleich verteilt, im Norden gibt es Regionen, die auf weniger als 1200 mm Jahresniederschlag kommen. Die feuchtesten Regionen bringen es hingegen auf mehr als 2800 mm im Jahr. Zeitlich sind die Niederschläge ebenfalls unregelmäßig verteilt. Die Wintermonate sind relativ trocken, dafür hört es im Frühling fast nicht mehr auf zu regnen (Pflaumenregen, 梅雨). Im Sommer besteht regelmäßig Taifungefahr, wobei August und September weitere zwei Monate mit hohen Niederschlagsmengen sind.

## Bedeutung Guangdongs für Chinas Kontakte zur Außenwelt
Guangdong war historisch von besonderer Bedeutung für die Kontakte Chinas zur Außenwelt. Bedingt durch die Abschottungspolitik (闭关锁国) zur Zeit der Ming- und Qing-Dynastie waren die Kontakte  Chinas zur Außenwelt sehr stark reglementiert. Jahrhundertelang wurde der Seehandel Chinas fast ausschließlich über Guangdong (in geringerem Maße auch über die benachbarte Küstenprovinz Fujian) abgewickelt. Dies änderte sich erst mit der durch die westlichen Mächte und Russland erzwungenen wirtschaftlichen Öffnung Chinas ab etwa Mitte des 19. Jahrhunderts. 
Die Sonderstellung Guangdongs hatte mehrere weitreichende Folgen: zum einen wurde dadurch das Bild Chinas im Westen jahrhundertelang stark von den Verhältnissen in Guangdong geprägt, während die Binnenprovinzen Chinas und der Norden (mit einer gewissen Ausnahme der Kaiserresidenz Peking) lange Zeit weitgehend außerhalb des westlichen Blickfeldes blieben. „Kanton“ (der historische Name Guangdongs im Westen) war gewissermaßen ein Synonym für China. Zum anderen gab es im Zuge der Auslandskontakte eine bedeutende chinesische Emigration aus Guangdong nach Übersee, insbesondere nach Südostasien, aber auch andere Länder. Die Gemeinschaft der Auslandschinesen mit Wurzeln in Guangdong wird auf etwa 30 Millionen Personen geschätzt. Fast alle Chinatowns in den Vereinigten Staaten, in denen zumindest historisch ganz überwiegend Kantonesisch und nicht Mandarin gesprochen wurde, gehen auf Auswanderer aus der Stadt Taishan in Guangdong zurück.

## Geschichte
Einer der ältesten Hominidenfunde im Gebiet Guangdongs wurde in der Großgemeinde Maba im Stadtbezirk Qujiang in der Stadt Shaoguan gemacht, wo 1958 ein Schädelfragment eines Hominiden in einer Karsthöhle entdeckt wurde. Dieser Überrest des sogenannten Maba-Menschen wurde auf ein Alter von mindestens 120.000 Jahren datiert. Historisch war Guangdong zunächst von austroasiatischen Yue-Stämmen besiedelt. Im Jahr 214 v. Chr. wurde die Region durch die Qin-Dynastie erobert und anschließend als „Südsee-Provinz“ (南海郡,  nánhăi jùn) organisiert. Danach begann eine allmähliche Sinisierung durch Zuwanderung von Han-Chinesen aus dem Norden. Letztlich blieb die chinesische Kontrolle über die Region jedoch zunächst unvollständig bzw. temporär, und es bildeten sich in den folgenden Jahrzehnten lokale Teilreiche, unter anderem das südliche Yue (Nan-Yue)-Reich unter dem lokalen Qin-Machthaber Zhao Tuo (趙佗). Unter König Wu dehnte sich das Nan-Yue-Reich, dessen Hauptstadt Panyu (番禺) im Gebiet des heutigen Guangzhou lag, bis ins nördliche Vietnam aus. 111 v. Chr. wurde das Nan-Yue-Reich durch die Han-Dynastie erobert und in das chinesische Reich eingegliedert. Im Jahr 218, zur Zeit der westlichen Jin-Dynastie wurde eine Provinz Guangzhou (廣州) aus den ungefähren Gebieten der heutigen Provinzen Guangxi und Guangdong gebildet, die über die folgenden Jahrhunderte, teilweise unter anderen Benennungen, Bestand hatte. Ab dem 12. Jahrhundert begann eine zweite Migrationswelle vor allem in den Osten der Provinz, wo sich Hakka („Gastfamilien“) ansiedelten. Zur Zeit der Ming-Dynastie wurde im Jahr 1369 eine Provinz unter dem Namen Guangdong mit Verwaltungssitz im Bezirk Guangzhou eingerichtet.

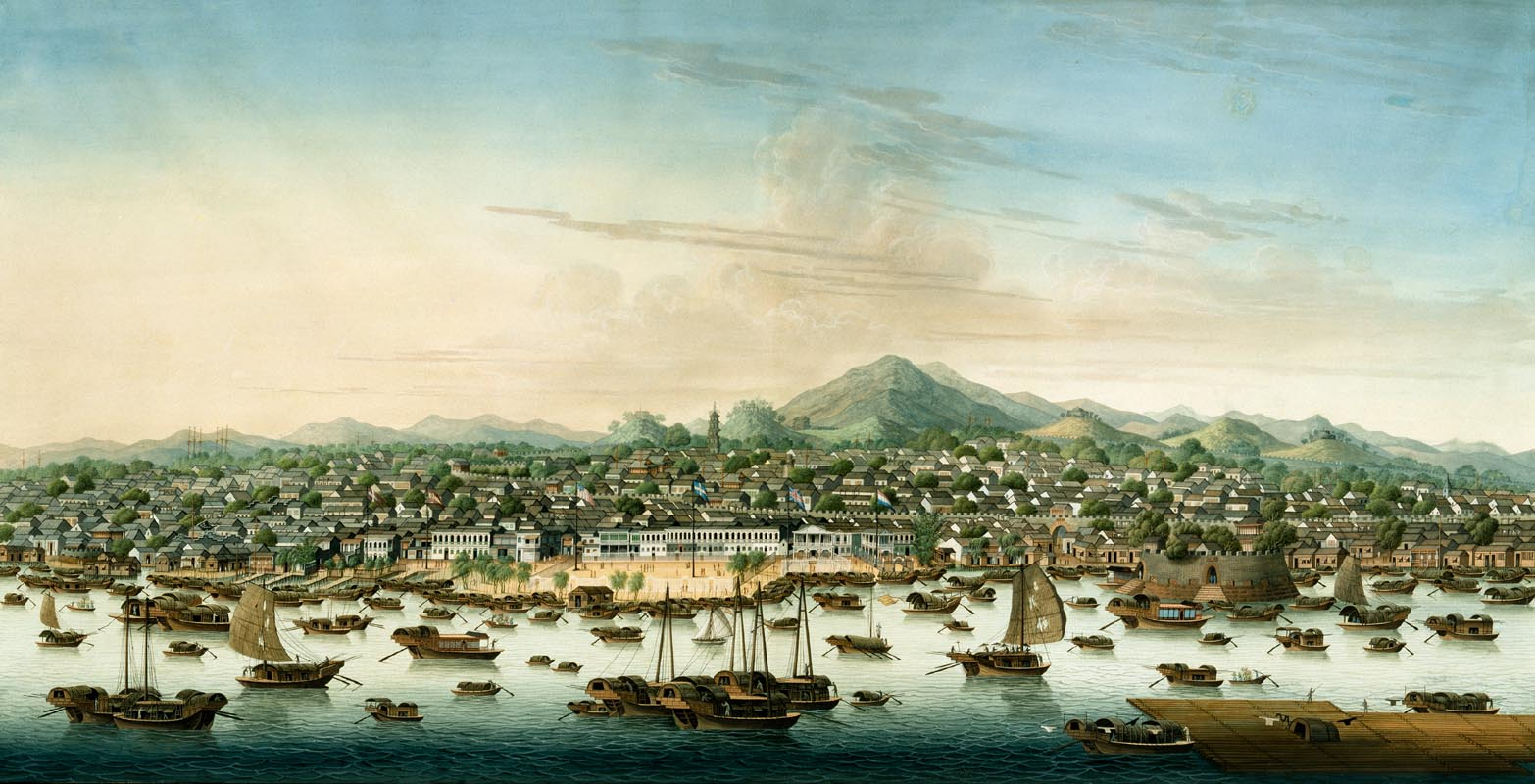
Kanton im Jahr 1800

Die Stadt Guangzhou entwickelte sich frühzeitig zu Chinas Tor zur Außenwelt, in der Kaufleute und Handelsschiffe aus Indien, Arabien und Persien sowie möglicherweise auch aus dem Spätrömischen Reich (Daqin) zu finden waren. Ab etwa dem Jahr 620 traten muslimische Kaufleute aus Arabien in Erscheinung, die unter anderem erstmals das Opium nach Südchina einführten. Beginnend mit dem 10. Jahrhundert wurde der chinesische Außenhandel durch die Autoritäten immer mehr zentral reglementiert, so dass dieser im 12. Jahrhundert nur noch über die Häfen von Guangzhou und Quanzhou (Fujian) möglich war. Im Gefolge der europäischen Entdeckungsreisen tauchten kurz nach 1500 erstmals die Portugiesen im Südchinesischen Meer auf. Seit dieser Zeit ist der Name Kanton, der sich vom portugiesischen Cantão ableitet, für Guangzhou in Gebrauch. Die Kontakte mit den portugiesischen und später auch anderen europäischen Händlern verliefen im Allgemeinen friedlich, waren jedoch nicht frei von Konflikten, da sich die Fremden manchmal an Plünderungen beteiligten, oder beispielsweise Chinesen in die Sklaverei verschleppten. Die Portugiesen waren die ersten Europäer, auf die das Epitheton 番鬼 – „fremde Teufel“ angewandt wurde. Mit Genehmigung der chinesischen Autoritäten hielten sich zwischen 1583 und 1592 die italienischen Jesuiten Michele Ruggieri and Matteo Ricci in Guangdong und China auf. Ihre Berichte erweiterten die europäischen Kenntnisse von China. Während der Qing-Dynastie wurde Guangzhou/Kanton 1757 zum ausschließlichen Handelshafen für nicht-russische europäische Kaufleute bestimmt („Kanton-System“).

Karte von Kanton/Guangzhou 1860

1839 bis 1842 kam es über den illegalen Opiumhandel in Kanton zum Ersten Opiumkrieg mit dem Vereinigten Königreich. Die Niederlage Chinas in diesem Krieg, der zur Verpachtung Hongkongs an die Briten führte, offenbarte die große innere Schwäche des Qing-Reiches. In den folgenden Jahrzehnten schlossen auch andere europäische Nationen ungleiche Verträge mit China ab, und Russland annektierte riesige Gebiete im Norden Chinas. Zwischen 1851 und 1864 tobte im Süden und Osten Chinas der Taiping-Aufstand, der weite Gebiete verwüstet und entvölkert zurückließ. In Guangdong gab es parallel dazu andere Konflikte. 1854 bis 1856 spielte sich hier der Aufstand der Roten Turbane ab, bei dem sich Angehörige der Tiandihui-Gesellschaft gegen die Qing-Autoritäten erhoben. In den Jahren 1855 bis 1868 gab es eine zum Teil ethnisch motivierte gewaltsame Auseinandersetzung zwischen einheimischen Kantonesen und Angehörigen der Hakka-Minderheit (Punti–Hakka-Klankriege), die hauptsächlich in der Taishan- und Siyi-Region virulent wurde und geschätzt etwa eine Million Tote forderte. Infolge der andauernden politischen und wirtschaftlichen Instabilität nahm die Emigration nach Übersee zu. Haupziele der Emigranten aus Guangdong waren Süd(ost)asien und die Vereinigten Staaten, wo sich große Gemeinschaften aus Auslandschinesen bildeten. Die Emigranten wanderten oft gruppenweise aus derselben Region aus und hielten weiter Kontakt zu ihren Herkunftsregionen. Nach der wirtschaftlichen Öffnung Chinas ab den 1980ern waren sie wichtige Investoren und Kreditgeber beim wirtschaftlichen Aufbau Guangdongs.

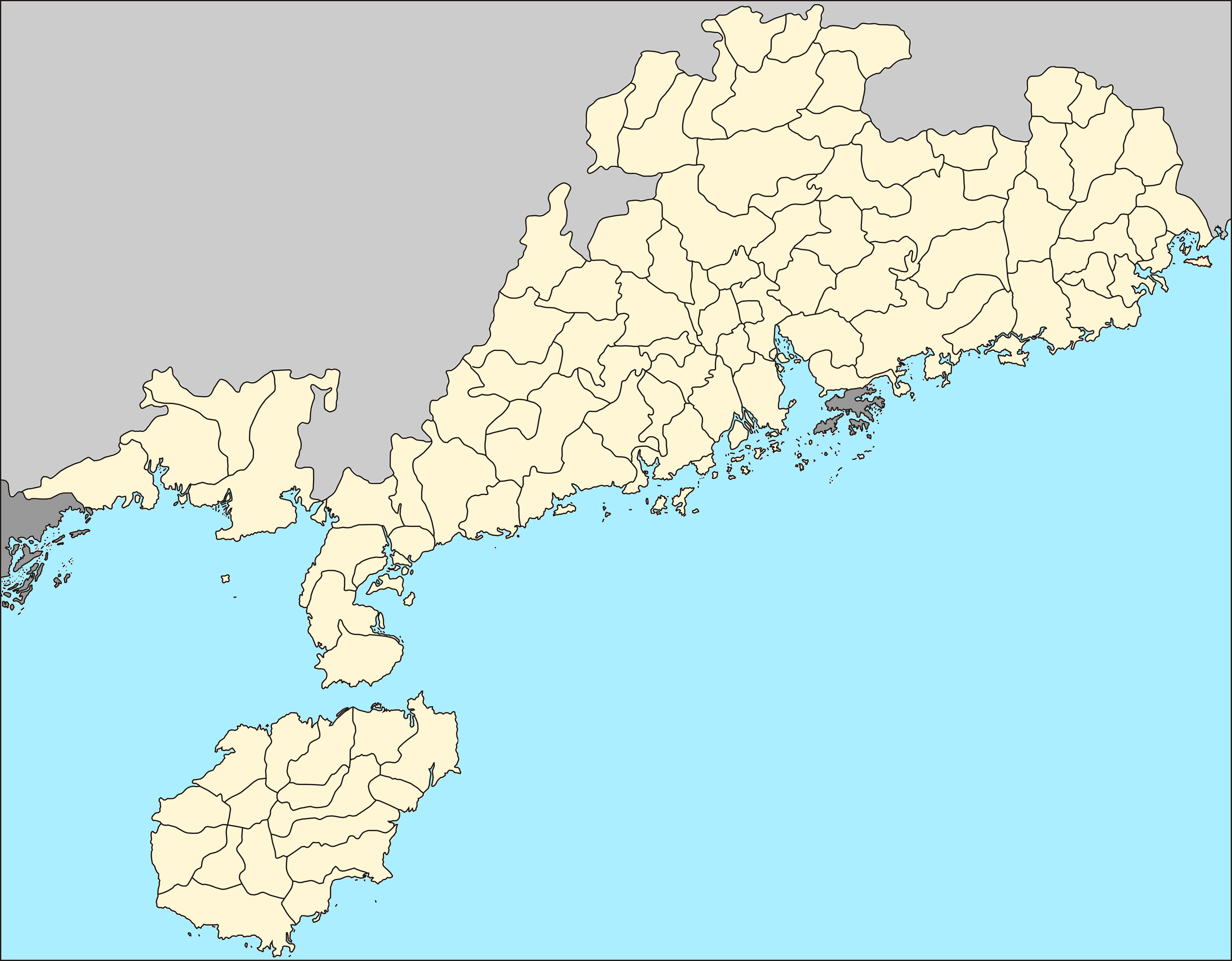
Guangdong im Jahre 1946, noch einschließlich der Insel Hainan und der später an Guangxi abgetretenen Küstenregion

Guangdong war eine der Kernprovinzen der Xinhai-Revolution, die zum Sturz der Qing-Dynastie und 1912 zur Gründung der Republik China führte. Ihr erster provisorischer Präsident Sun Yat-sen stammte aus Guangdong. In den 1920er Jahren bildete Guangdong zur Machtbasis der Kuomintang, die ab 1928 in China die politische Macht übernahm. Zwischen 1929 und 1936 regierte allerdings der Warlord Chen Jitang das Gebiet autonom, während 1931 auch Wang Jingwei in Kanton eine Gegenregierung bildete, ehe sich 1936 die Nationalregierung wieder durchsetzen konnte. Im Zweiten Weltkrieg besetzten die Japaner die Provinzhauptstadt und Teile der Provinz, 1945 eroberten die Kuomintang die Provinz zurück, verloren sie jedoch 1949 im Chinesischen Bürgerkrieg an die Kommunisten.
Nach Gründung der Volksrepublik China 1949 kam es zur Gebietsveränderungen in Guangdong. Um der Nachbarprovinz Guangxi einen Zugang zum Meer zu verschaffen, wurden 1952 bis 1955 und erneut ab 1965 die vier Kreise Hepu, Fangchenggang, Qin und Lingshan von Guangdong an Guanxi abgetreten. Die historisch zu Guangdong gehörende Insel Hainan wurde am 26. April 1988 von Guangdong abgetrennt und zu einer eigenen Provinz und Sonderwirtschaftszone erhoben.

## Administrative Gliederung
Die Provinz ist in 21 bezirksfreie Städte eingeteilt. Diese Städte untergliederten sich ihrerseits mit Stand Ende 2020 auf Kreisebene in 65 Stadtbezirke, 34 Kreise, 20 kreisfreie Städte und 3 autonome Kreise. Auf Gemeindeebene bestanden 1.611 Verwaltungseinheiten: 484 Straßenviertel, 1116 Großgemeinden, 4 Gemeinden und 7 Nationalitätengemeinden.
In der folgenden Tabelle sind Städte von herausgehobener administrativer Bedeutung in Fettschrift markiert.
| Großregion | Region    | Chin.  | Hanyu pinyin  | Verwaltungs- sitz | Fläche (km²) | Einwohner (2020) |
| --- | --------- | ------ | ------------- | ----------------- | ------------ | ---------------- |
| — Provinzunmittelbare Verwaltungszone — |           |        |               |                   |              |                  |
| Perlflussdelta | Guangzhou | 广州市 | Guǎngzhōu Shì | Yuexiu            | 7.435        | 18.676.605       |
| Perlflussdelta | Shenzhen  | 深圳市 | Shēnzhèn Shì  | Futian            | 2.007        | 17.494.398       |
| — Bezirksfreie Städte — |           |        |               |                   |              |                  |
| Nord- Guangdong | Qingyuan  | 清远市 | Qīngyuǎn Shì  | Qingcheng         | 19.264       | 3.969.473        |
| Nord- Guangdong | Shaoguan  | 韶关市 | Sháoguān Shì  | Zhenjiang         | 18.398       | 2.855.131        |
| Nord- Guangdong | Heyuan    | 河源市 | Héyuán Shì    | Yuancheng         | 15.644       | 2.837.686        |
| Nord- Guangdong | Meizhou   | 梅州市 | Méizhōu Shì   | Meijiang          | 15.925       | 3.873.239        |
| Ost-Guangdong | Chaozhou  | 潮州市 | Cháozhōu Shì  | Xiangqiao         | 3.083        | 2.568.387        |
| Perlflussdelta | Zhaoqing  | 肇庆市 | Zhàoqìng Shì  | Duanzhou          | 15.007       | 4.113.594        |
| West-Guangdong | Yunfu     | 云浮市 | Yúnfú Shì     | Yuncheng          | 7.762        | 2.383.350        |
| Perlflussdelta | Foshan    | 佛山市 | Fóshān Shì    | Chancheng         | 3.875        | 9.498.863        |
| Perlflussdelta | Dongguan  | 东莞市 | Dōngguǎn Shì  | Nancheng          | 2.512        | 10.466.625       |
| Perlflussdelta | Huizhou   | 惠州市 | Hùizhōu Shì   | Huicheng          | 11.158       | 6.042.852        |
| Ost-Guangdong | Shanwei   | 汕尾市 | Shànwěi Shì   | Cheng             | 4.957        | 2.738.482        |
| Ost-Guangdong | Jieyang   | 揭阳市 | Jiēyáng Shì   | Rongcheng         | 5.269        | 5.577.814        |
| Ost-Guangdong | Shantou   | 汕头市 | Shàntóu Shì   | Jinping           | 2.123        | 5.502.031        |
| West-Guangdong | Zhanjiang | 湛江市 | Zhànjiāng Shì | Chikan            | 11.693       | 6.981.236        |
| West-Guangdong | Maoming   | 茂名市 | Màomíng Shì   | Maonan            | 11.345       | 6.174.050        |
| West-Guangdong | Yangjiang | 阳江市 | Yángjiāng Shì | Jiangcheng        | 8.005        | 2.602.959        |
| Perlflussdelta | Jiangmen  | 江门市 | Jiāngmén Shì  | Pengjiang         | 9.553        | 4.798.090        |
| Perlflussdelta | Zhongshan | 中山市 | Zhōngshān Shì | Dong              | 1.770        | 4.418.060        |
| Perlflussdelta | Zhuhai    | 珠海市 | Zhūhǎi Shì    | Xiangzhou         | 1.696        | 2.439.585        |
| Hinweis: Offiziell gehören die Dongsha-Inseln zum Verwaltungsgebiet der Stadt Shanwei. De facto werden die Inseln aber von der Republik China (Taiwan) kontrolliert. |           |        |               |                   |              |                  |

1. ↑  Nationale zentrale Stadt (国家中心城市)
2. ↑  Zentralstadt für Nord-Guangdong
3. 1 2  es handelt sich um keine offizielle Verwaltungseinheit
4. ↑  Zentralstadt für Ost-Guangdong
5. ↑  Zentralstadt für West-Guangdong

## Bevölkerung

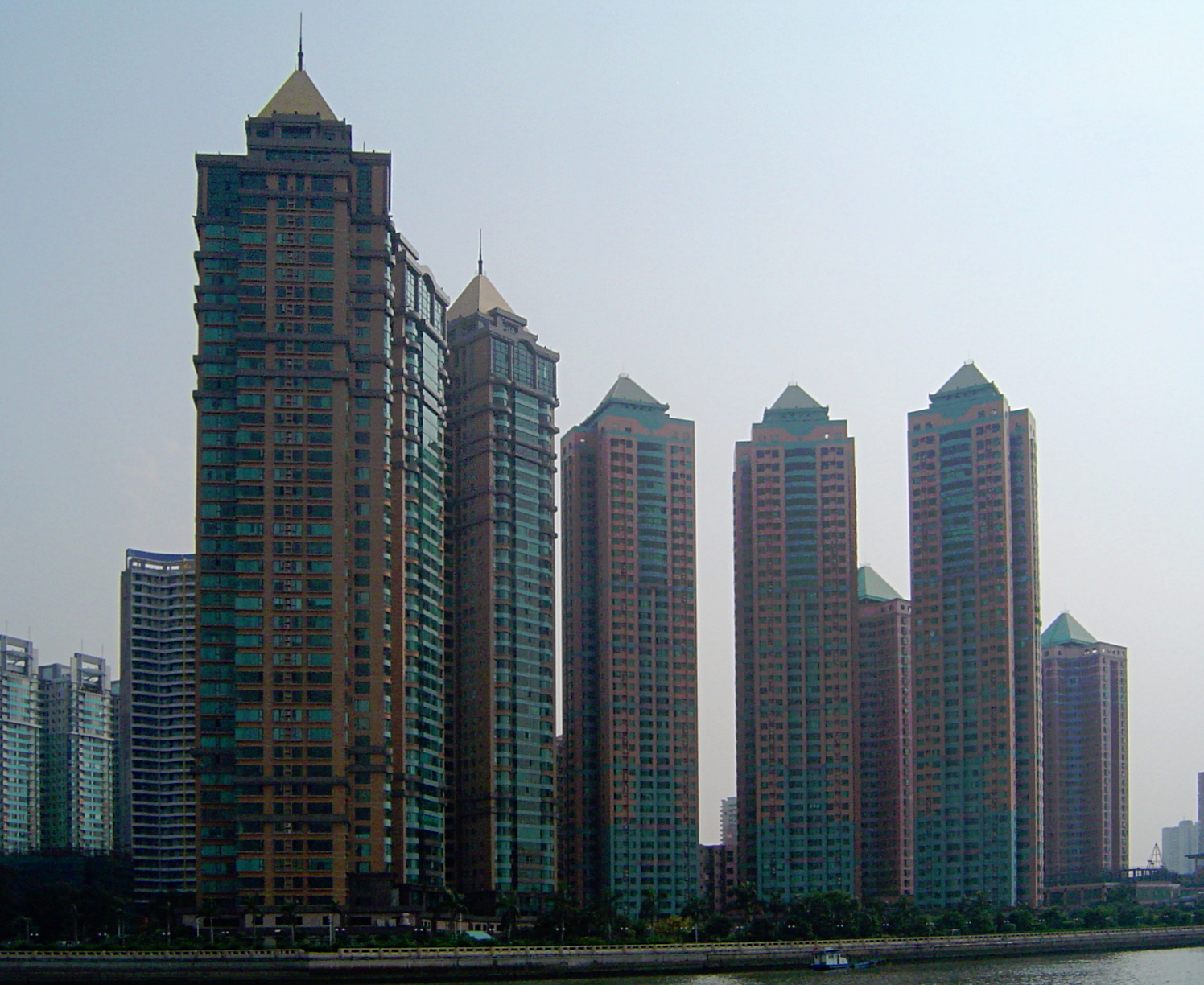
Wohnhäuser am Perlfluss in Guangzhou

### Demografie
Bei der Volkszählung im Jahr 2020 hatte Guangdong eine ansässige Bevölkerung von 126.012.510 Einwohnern, was einer Bevölkerungsdichte von 701 Personen pro Quadratkilometer entsprach. Im Vergleich zur vorangegangenen Volkszählung 2010 stieg die Bevölkerungszahl um 21.709.378 (+20,81 %), was einer durchschnittlichen jährlichen Wachstumsrate von 1,91 % entsprach.
121.260.372 Personen (96,23 %) gehörten zu den Han-Chinesen und 4.752.138 (3,77 %) zu nationalen Minderheiten. Es sind fast alle der nationalen Minderheiten Chinas in Guangdong vertreten. Vor allem die Zhuang, Miao, Yao, She, Li, Yi und Gin sind seit langem in der Region heimisch, teils länger als die Han. Andere Gruppen, wie etwa Hui oder Mandschuren, sind erst später zugewandert.
2013 lag die durchschnittliche Lebenserwartung bei 76,5 Jahren und damit über dem chinesischen Durchschnitt. Die Geburtenrate lag im Jahre 2015 bei 11,12 pro Tausend Einwohner (oder 1,1995 Millionen Neugeborene), die Sterberate lag bei 4,32 pro Tausend oder 466 000 Personen. Das natürliche Bevölkerungswachstum beträgt somit 0,68 %; das darüber hinausgehende Wachstum ist auf Zuwanderung aus anderen Provinzen zurückzuführen. Aufgrund des starken Bevölkerungswachstums hat Guangdong bei der Volkszählung 2010 die Provinz Henan als bevölkerungsreichste Provinz abgelöst.
Die Bevölkerung ist sehr ungleich über das Gebiet der Provinz verteilt. Im Kerngebiets des Perlflussdeltas lebten im Jahr 2020 78.014.335 Menschen, entsprechend 61,91 % der Gesamtbevölkerung der Provinz. In der östlichen Küstenzone lebten 16.321.051 (12,95 % der Gesamtbevölkerung), in der westlichen Küstenzone 15.758.245 (12,51 %) und im nördlichen Bergland 15.918.879 (12,63 %).
Die Bevölkerung im erwerbsfähigen Alter (Alter zwischen 15 und 64 Jahren) lag am Ende des Jahres 2015 bei 80,4405 Millionen Menschen oder 74,15 % der Gesamtbevölkerung. Der Anteil der Personen unter 15 Jahren lag bei 17,37 % (18,8467 Millionen Menschen), der Anteil der Personen über 64 Jahren lag bei 8,48 % bzw. 9,2028 Millionen Personen. Dadurch ergibt sich ein Jugendquotient von 23,43 (Anstieg gegenüber 2014 um 3,29 Punkte) und ein Altenquotient von 11,44 (Anstieg gegenüber 2014 um 0,61 Punkte) bzw. ein Abhängigenquotient von 34,87.
Bevölkerungsentwicklung
Die folgende Tabelle zeigt die Bevölkerungsentwicklung der Provinz seit dem Jahre 1954. Im Jahr 1988 wurde die Insel Hainan als eigene Provinz von Guangdong abgespalten.
| Jahr        | Einwohnerzahl |
| ----------- | ------------- |
| Zensus 1954 | 34.770.059    |
| Zensus 1964 | 42.800.849    |
| Zensus 1982 | 59.299.220    |
| Zensus 1990 | 62.829.236    |
| Zensus 2000 | 85.225.007    |
| Zensus 2010 | 104.303.132   |
| Zensus 2020 | 126.012.510   |

### Urbanisierung und Städte
Zu Ende des Jahres 2015 lebten 74,5435 Millionen Menschen bzw. 68,71 % der Bevölkerung in Guangdongs urbanen Räumen und 33,9465 Millionen Menschen (31,29 %) auf dem Land. Im Perlflussdelta lag die Urbanisierung bei 84,59 % und damit 0,47 Prozentpunkte über dem Wert von 2014. Im Osten der Provinz lag er bei 59,93 % (Anstieg um 0,38 Prozentpunkte), im Westen bei 42,01 % (Anstieg um 0,98 Prozentpunkte) und im Bergland bei 47,17 % (Anstieg um 0,8 Prozentpunkte). Insgesamt nahm die Stadtbevölkerung im Jahre 2015 um 1,6203 Millionen Menschen oder 2,22 % zu.
Aufgrund der relativ hohen Urbanisierung hatte Guangdong 2020 bereits 15 Millionenstädte. Die größten Städte der Provinz mit Einwohnerzahlen der eigentlichen städtischen Siedlung auf dem Stand der Volkszählung 2020 sind die folgenden:
| Rang | Stadt              | Einwohnerzahl | Rang | Stadt     | Einwohnerzahl |
| 1    | Shenzhen           | 17.444.609    | 8    | Zhuhai    | 2.207.090     |
| 2    | Guangzhou (Kanton) | 16.096.724    | 9    | Jiangmen  | 1.795.459     |
| 3    | Dongguan           | 9.644.871     | 10   | Zhanjiang | 1.400.709     |
| 4    | Foshan             | 9.042.509     | 11   | Maoming   | 1.307.802     |
| 5    | Zhongshan          | 3.841.873     | 12   | Chaozhou  | 1.254.007     |
| 6    | Shantou            | 3.838.900     | 13   | Jieyang   | 1.242.906     |
| 7    | Huizhou            | 2.900.113     | 14   | Qingyuan  | 1.197.581     |

## Sprachen

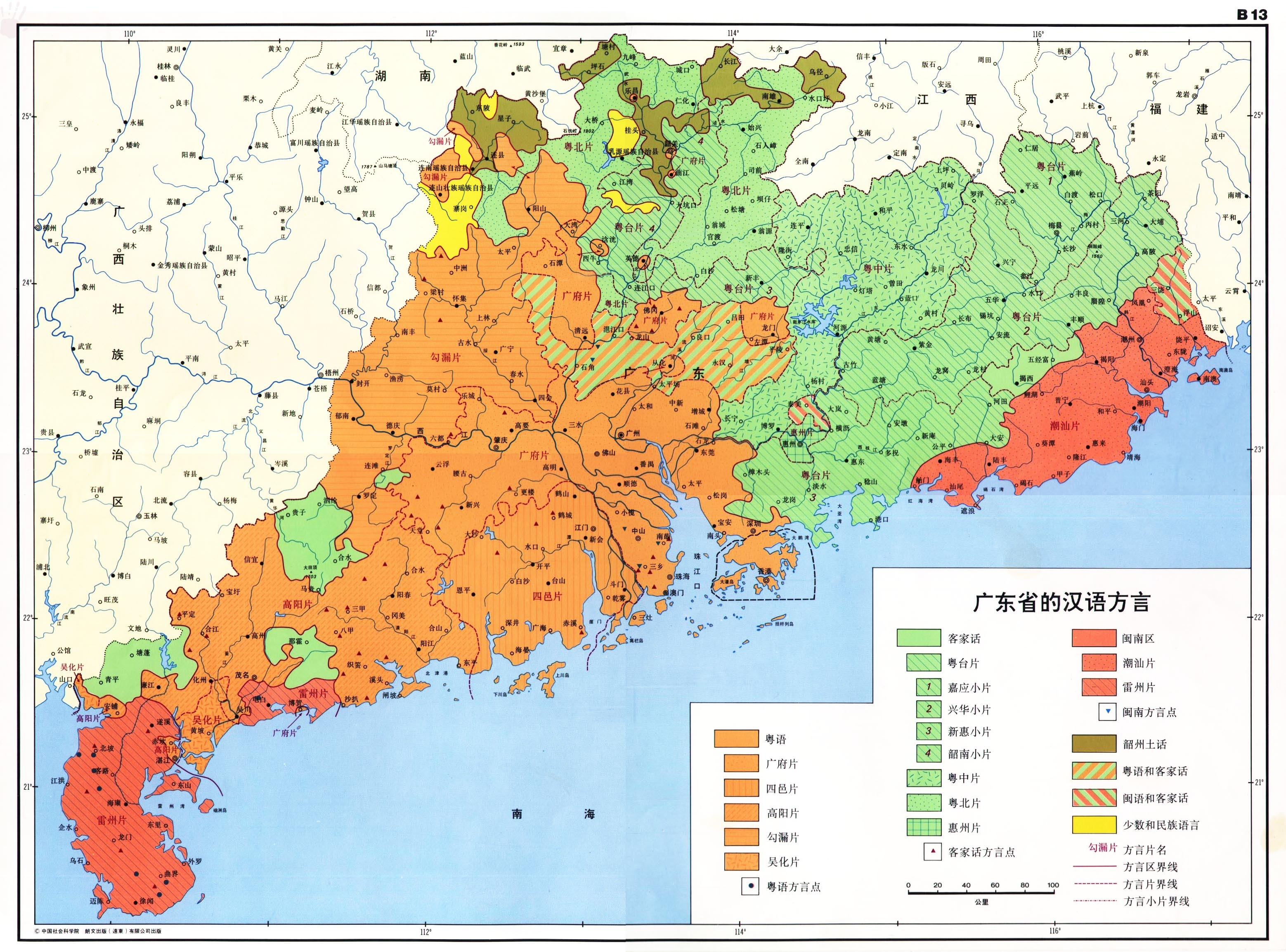
Sprachenkarte von Guangdong:

Offizielle Amtssprache in Guangdong ist ausschließlich das das Hochchinesische („Mandarin“), das von fast allen Bewohnern der Provinz verstanden sowie von allen Menschen, die einen gewissen Bildungsstand haben, auch gesprochen wird. Die Bedeutung des Hochchinesischen nimmt aus politischen Gründen und wegen der vielen Zuwanderer aus anderen Provinzen ständig zu. Die historische Heimat und Hauptsprache Guangdongs ist jedoch das Kantonesische (广东话) oder „Yue“ (粤语), das in mehrere Unterdialekte zerfällt. Im Osten, an der Grenze zu Fujian, werden Dialekte gesprochen, die dem Min zuzurechnen sind, vor allem Teochew in den bezirksfreien Städten Chaozhou und Shantou, und auch der Dialekt der Leizhou-Halbinsel ist dem Min zuzurechnen. Ferner sind Hakka in Guangdong vertreten, die ihre eigene Sprache haben. Die meisten Menschen in Meizhou sprechen Hakka. Alle genannten Sprachen gehören zur Sinitischen Sprachfamilie und sind untereinander nicht direkt verständlich. Als Verkehrssprache dient das Hochchinesische. Alle Sprachen verwenden jedoch die gleiche chinesische Schrift, die als logografische Schrift von jedem Schriftkundigen, unabhängig von dessen Muttersprache verstanden werden kann und daher als großes kulturelles Bindeglied fungiert.

## Wirtschaft
Guangdong ist die wirtschaftlich stärkste Provinz der Volksrepublik. Im Jahr 2023 betrug das Bruttoinlandsprodukt (BIP) der Provinz 1,83 Billionen US$ und war damit etwa so groß wie das BIP Südkoreas. Wäre die Provinz ein selbstständiger Staat, läge sie mit ihrer Wirtschaftsleistung etwa an 12. bis 13. Position in der Liste der Länder der Welt. Seit 1989 hat Guangdong ihre führende Position in der Volkswirtschaft etabliert. Seit 2001 beträgt ihr Anteil an dem BIP der Volksrepublik mehr als elf Prozent. Fast 70 Prozent dieser Wertschöpfung fließen in den Export. Die Rolle der Provinz als „verlängerte Werkbank“ führte jedoch im laufenden Prozess des Strukturwandels zu zahlreichen Betriebsschließungen und Verlagerung von Unternehmen.
Pro Kopf berechnet ist Guangdong hinter Jiangsu, Fujian und Zhejiang die viertreichste Provinz der Volksrepublik. So betrug das BIP pro Kopf im Jahre 2022 101.905 Yuan (ca. 13.850 €). Die Provinz hatte etwa 25 Jahre lang ein konstant hohes Wirtschaftswachstum vorzuweisen. Die Städte Guangzhou und Shenzhen gehören zu den aktivsten Wirtschaftszentren, das BIP jeder einzelnen der beiden Städte liegt zwar hinter jenem von Shanghai, aber noch vor Peking oder Tianjin.

### Wirtschaftsgeschichte
Bis in die 1970er Jahre war Guangdong eine weder besonders arme noch besonders reiche Provinz. Die Bewohner der Gegend haben aber eine lange Tradition im (Außen)handel und gelten innerhalb Chinas als besonders geschäftstüchtig.
In den Jahren 1952 bis 1978 wuchs die Wirtschaft Guangdongs mit durchschnittlich 3,1 %, was unter dem nationalen Durchschnitt Chinas von 3,9 % im selben Zeitraum lag. Im Zuge der Reform- und Öffnungspolitik ab 1978 leitete die politische Führung der Volksrepublik erste Experimente mit einer kontrollierten Marktwirtschaft ein. Die Provinz Guangdong wurde aufgrund ihrer traditionellen Außenhandelsbeziehungen als Haupt-Experimentierfeld ausgewählt. 1980 wurden vier Sonderwirtschaftszonen eingericht. Drei davon – Shenzhen, Zhuhai und Shantou – befanden sich in Guangdong. 1984 wurde Guangzhou zu einer offenen Küstenstadt (沿海开放城市) erklärt, und im folgenden Jahr erhielt die Perflussdelta-Region den Status einer „Offenen Wirtschaftszone“. In den Jahren 1978–1990 wuchs das Bruttoinlandsprodukt (BIP) Guangdongs mit einer jährlichen Rate von 10,9 % und damit schneller als das aller anderen chinesischen Provinzen. Das Wachstum konzentrierte sich vor allem in der Perflussdelta-Region, wo das jährliche BIP-Wachstum im Zeitraum 1980–2013 bei 18,5 % lag. Ab den 1980ern wurden die arbeitsintensiven Industrien Hongkongs zunehmend in die Sonderwirtschaftszonen des Perflussdeltas verlagert. Im Zeitraum zwischen 1979 und 2012 investierten Unternehmer aus Hongkong kumulativ 184,69 Milliarden US-Dollar in Guangdong – davon 68,8 Prozent in der Perflussdelta-Region. Im Jahr 1990 erwirtschaftete diese Region 5,39 % des chinesischen BIP, und im Jahr 2011 waren es 9,27 %.
Bis zum Jahr 1988 gehörte die Insel Hainan zu Guangdong, wurde dann aber von der Zentralregierung gegen den heftigen Widerstand Guangdongs zu einer selbständigen Provinz und zur fünften und größten Sonderwirtschaftszone des Landes gemacht.
Während viele der Reformen, die in Guangdong zuerst ausprobiert wurden, mittlerweile in ganz China eingeführt sind, ist die Provinz doch auf dem Weg in Richtung kapitalistische Marktwirtschaft am weitesten fortgeschritten, auch außerhalb der Sonderwirtschaftszonen. Der Boom, in dem sich die Provinz seitdem befindet, konnte auch nicht durch die SARS-Krise gebremst werden, deren Zentrum sich in Guangdong befand. Jedoch kam es seit Sommer 2015 verstärkt zu Streiks und Protestaktionen infolge von Betriebsschließungen, Pleiten und ausstehenden Lohnzahlungen.
Im Mai 1982 starben mehr als 430 Menschen in der Provinz durch eine Flutkatastrophe. Zehntausende wurden obdachlos.

### Landwirtschaft
Die Landwirtschaft ist für 2,5 % des BIP und für 40 % der Beschäftigung verantwortlich, beides für China sehr niedrige Werte. Etwa die Hälfte der Nutzfläche wird mit Reis bebaut, ein weiteres Viertel mit Gemüse, der Rest wird für den Anbau von Früchten, Zuckerrohr und Erdnüssen verwendet. Erdnüsse sind die wichtigsten Ölpflanzen Südchinas; Guangdong ist innerhalb des Landes führender Produzent von Bananen, Zitrusfrüchten und Mangos.
Die Viehzucht ist ebenfalls bedeutend, man hält insgesamt mehr als 20 Millionen Schweine und mehr als vier Millionen Rinder. Entgegen anderslautenden Meldungen hat die Zucht von Hunden, Katzen oder Ratten für den Verzehr eine vernachlässigbare wirtschaftliche Bedeutung. In der Fischerei stammen 94 % aller Süßwasser- und etwa 50 % aller Salzwasserfänge aus Zuchtbetrieben.

### Ölfelder
Guangdong besitzt einige Offshore-Ölfelder, die für die Rohölgewinnung Chinas von hoher Bedeutung sind.

### Industrie

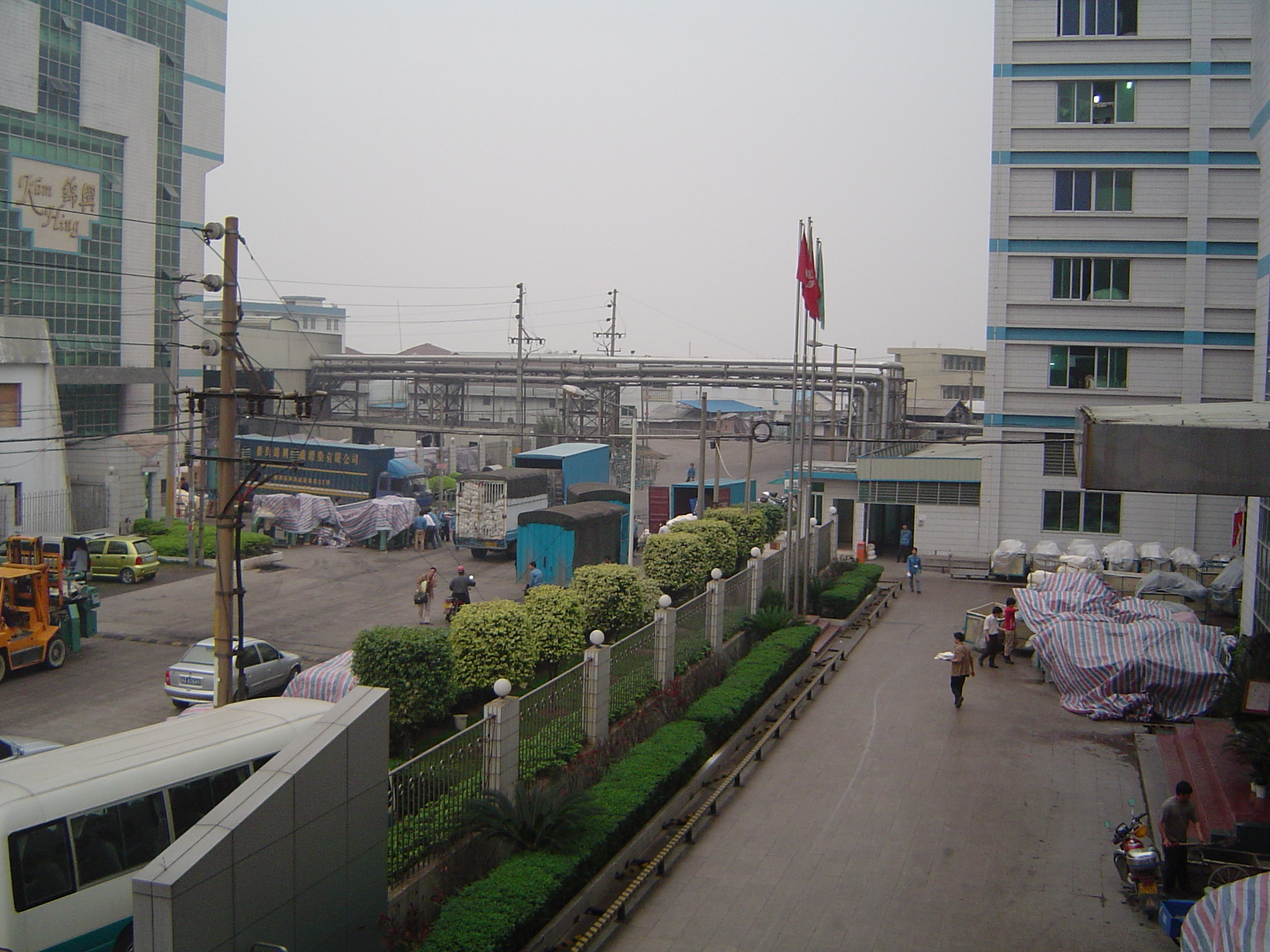
Fabrik in der Nähe von Guangzhou

Die Industrie erwirtschaftet etwa die Hälfte des BIP der Provinz und beschäftigt 26 % aller Arbeitskräfte. Guangdong ist die Provinz mit der höchsten Zahl an Industriebetrieben, ebenso ist der Anteil von privaten Unternehmen in Guangdong am höchsten, im Jahr 2000 waren nur 17 % der Unternehmen staatlich (33 % im Landesdurchschnitt). Es dominiert die Leichtindustrie, die für mehr als die Hälfte des Gesamtproduktionswertes steht. Dies illustriert die Bedeutung von Guangdong als Hinterhof von Hongkong und, zu einem geringeren Anteil, von Macau und Taiwan. Fast die gesamte Industrie Hongkongs ist seit den 1980er Jahren nach Guangdong übergesiedelt.
Wichtigste Produkte sind Textilien, Papier, Baustoffe, Nahrungsmittel, Elektronik (vor allem Smartphones) und Haushaltsgeräte. Einen großen Wachstumsschub erlebte auch die Fahrzeugindustrie. Die Energieversorger bringen mit zehn Prozent der Gesamtproduktion unter allen Provinzen Chinas den höchsten Anteil an Elektrizität auf den Markt; dies geschieht meist mit Wärmekraftwerken.

### Dienstleistungen und Tourismus
Mit Dienstleistungen wird etwa 49,1 % des BIP verdient. Wichtigste Wirtschaftszweige sind Transport, Telekommunikation und Post sowie in zunehmendem Maße Finanzdienstleistungen. Der Tourismus spielt ebenfalls eine bedeutende Rolle; so hat Guangdong die höchste Zahl an Touristen und auch die höchsten Einnahmen vorzuweisen, ohne besondere Sehenswürdigkeiten zu haben. Dies illustriert die Rolle der Tagestouristen aus Hongkong und die Rolle der ausländischen Geschäftsleute, die sich aus bürokratischen Gründen meist als Touristen deklarieren.

### Außenhandel
Keine Provinz importiert und exportiert so viel wie Guangdong. Speziell die Sonderwirtschaftszonen wurden ursprünglich mit dem Ziel eingerichtet, für den Export billig zu produzieren und dadurch der gesamten Wirtschaft dringend benötigte ausländische Devisen zur Verfügung zu stellen. So wird in Guangdong für den amerikanischen und europäischen Markt produziert, wobei die Rohstoffe dafür nicht selten aus den Zielmärkten importiert werden.
Etwa 30 % der Exporte der Volksrepublik kommen aus Guangdong.
Die Import- und Exportwarenmesse in Guangzhou ist die größte des Landes. Sie findet jedes Jahr im April und September statt.

## Infrastruktur
Für den Transport hat in Guangdong das Straßennetz die höchste Bedeutung. Die Dichte an Autobahnen und Landstraßen erster Klasse ist in keiner anderen Provinz Chinas so hoch wie in Guangdong; in das Straßennetz werden auch weiterhin enorme Geldsummen investiert. An schiffbaren Wasserstraßen gibt es insgesamt etwa 13.700 Kilometer.
Das Eisenbahnnetz ist hingegen sehr dünn; die existierenden Strecken werden aber sehr stark genutzt. Wichtigste Linien sind die Nord-Süd-Verbindung (Beijing-Guangzhou-Bahn / Peking-Kanton-Bahn, die nach Shenzhen und Hongkong weiterführt) und die West-Ost-Verbindung, hier vor allem die Guangzhou-Shantou-Bahn und die Strecke von Guangzhou nach Nanning. Die Strecke zwischen Guangzhou und Shenzhen gehört zu den modernsten Eisenbahnstrecken Chinas.
Die Überseehäfen von Guangzhou, Zhanjiang, Shantou und Shenzhen gehören zu den wichtigsten des ganzen Landes; speziell Guangzhou ist der drittgrößte Hafen Chinas und der schnellwachsende Hafen Shenzhens tritt immer mehr in Konkurrenz zum Hongkonger Hafen.
Die Dichte an internationalen Flughäfen ist im Delta des Perlflusses immens; mit Guangzhou, Shenzhen, Hongkong und Macau befinden sich vier Flughäfen in einem Umkreis von etwa 200 Kilometern. Weitere nennenswerte Flughäfen befinden sich in Shantou, Meizhou und Zhanjiang.
Die Abdeckung mit Telekommunikationseinrichtungen ist fast nirgendwo in China so weit fortgeschritten wie in Guangdong; auch in abgelegenen Gebieten kann man leicht IDD-Telefone finden und fast das ganze Territorium der Provinz ist vom Mobilfunknetz abgedeckt.

## Bildung

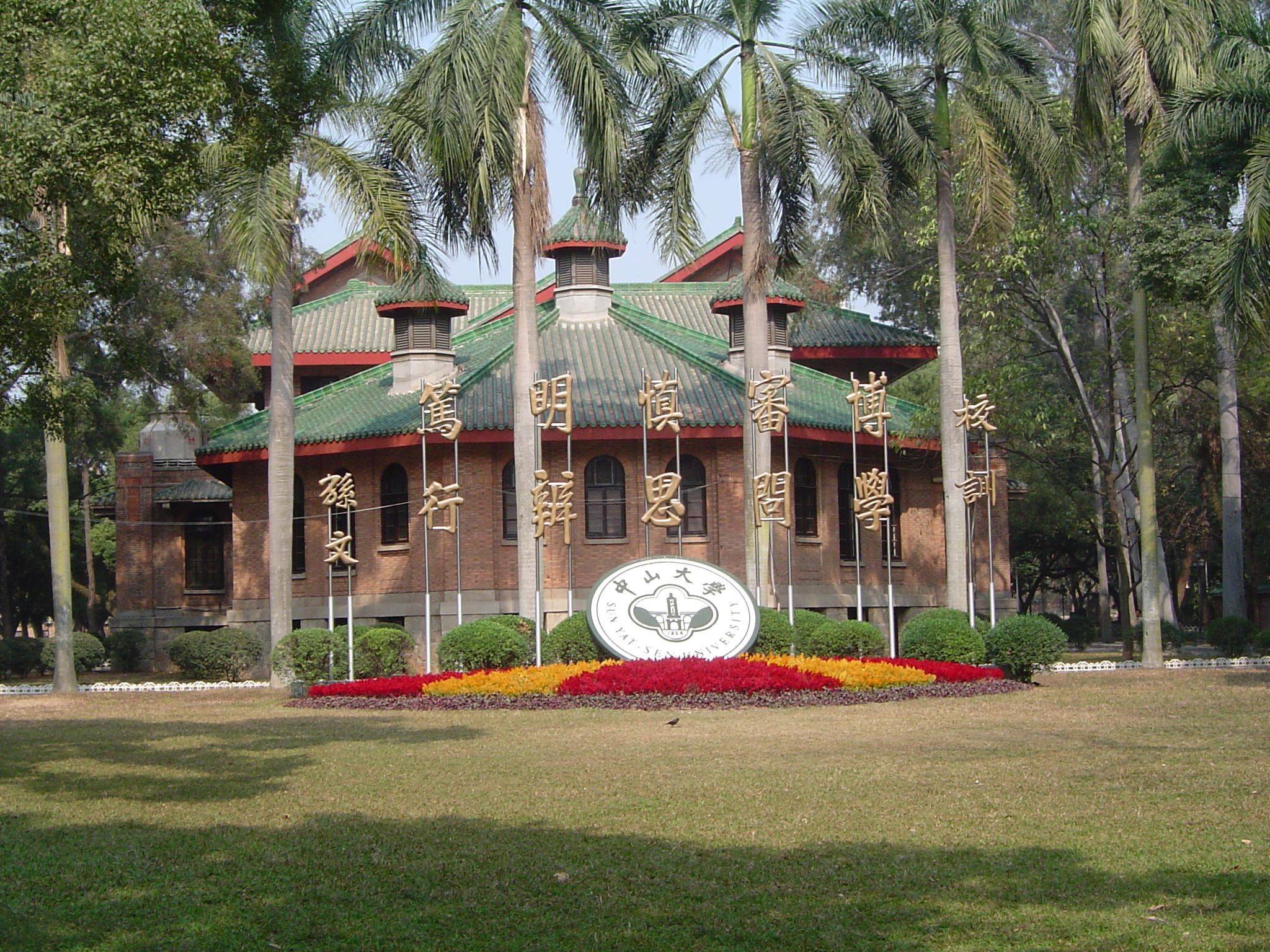
Sun-Yat-sen-Universität

Trotz der hohen Zuwanderung aus viel ärmeren Gebieten, speziell auch einer Landbevölkerung, ist die Analphabetismusquote mit unter vier Prozent sehr niedrig. Guangdong verfügt über eine hohe Anzahl an Universitäten. Die Sun-Yat-sen-Universität in Guangzhou wird zu den zehn besten Universitäten des Landes gezählt.